# Minister voor Kabinetszaken
De minister voor Kabinetszaken (Minister for the Cabinet Office) is een minister in de regering van het Verenigd Koninkrijk, met de volgende verantwoordelijkheden:
- het ondersteunen en adviseren van de premier van het Verenigd Koninkrijk bij het leiden van de regering en bij het ontwikkelen en implementeren van regeringsbeleid,
- het voorzitter- of vicevoorzitterschap van commissies en uitvoeringsorganen bij de realisering van overheidsbeleid,
- de controle over grondwettelijke zaken,
- het vervangen van de premier bij diens afwezigheid,
- het behoeden van de integriteit van het Verenigd Koninkrijk.

De functie wordt in veel gevallen gecombineerd met een andere kabinetsfunctie, die van Kanselier van het Hertogdom Lancaster.

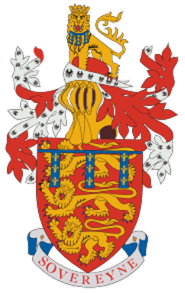
Het wapenschild van het paltsgraafschap Lancaster.

De kanselier van het Hertogdom Lancaster (Engels: Chancellor of the Duchy of Lancaster) is een ministerfunctie in de regering van Groot-Brittannië. Een deel van zijn taken bestaat uit het zorg dragen voor de bezittingen van de hertog(in) van Lancaster.
Van oorsprong was de kanselier de belangrijkste persoon van de staf van de hertog(in) van Lancaster en de bijbehorende gronden. Tegenwoordig ligt de leiding daarvan in handen van een plaatsvervanger, waardoor de functie van kanselier van het Hertogdom Lancaster in de praktijk bestemd is voor een minister zonder portefeuille. De post wordt vaak aan een jongere minister gegeven met verantwoordelijkheden op een bepaald terrein waar geen apart ministerie voor bestaat. Regelmatig wordt de post ook gecombineerd met de functie van minister voor Kabinetszaken (Minister for the Cabinet Office), het departement dat de premier ondersteunt.

## Ministers voor Kabinetszaken van het Verenigd Koninkrijk (1997–heden)
| Minister voor Kabinetszaken Minister for the Cabinet Office | Minister voor Kabinetszaken Minister for the Cabinet Office | Minister voor Kabinetszaken Minister for the Cabinet Office | Ambtstermijn      | Ambtstermijn      | Partij             | Premier                   | Kabinet                               | Overige functie(s)                    |
| ----------------------------------------------------------- | ----------------------------------------------------------- | ----------------------------------------------------------- | ----------------- | ----------------- | ------------------ | ------------------------- | ------------------------------------- | ------------------------------------- |
|                                                             | David Clark                                                 | David Clark (1939)                                          | 2 mei 1997        | 27 juli 1998      | Labour Party       | Tony Blair (1997–2007)    | Blair I                               | Kanselier van het Hertogdom Lancaster |
|                                                             |                                                             | Jack Cunningham (1939)                                      | 27 juli 1998      | 11 oktober 1999   | Labour Party       | Tony Blair (1997–2007)    | Blair I                               | Kanselier van het Hertogdom Lancaster |
|                                                             |                                                             | Mo Mowlam (1949–2005)                                       | 11 oktober 1999   | 8 juni 2001       | Labour Party       | Tony Blair (1997–2007)    | Blair I                               | Kanselier van het Hertogdom Lancaster |
|                                                             | Gus Macdonald                                               | Baron Macdonald van Tradeston Gus Macdonald (1940)          | 8 juni 2001       | 13 juni 2003      | Labour Party       | Tony Blair (1997–2007)    | Blair II                              | Kanselier van het Hertogdom Lancaster |
|                                                             | Douglas Alexander                                           | Douglas Alexander (1967)                                    | 13 juni 2003      | 8 september 2004  | Labour Party       | Tony Blair (1997–2007)    | Blair II                              | Kanselier van het Hertogdom Lancaster |
|                                                             | Alan Milburn                                                | Alan Milburn (1958)                                         | 8 september 2004  | 5 mei 2005        | Labour Party       | Tony Blair (1997–2007)    | Blair II                              | Kanselier van het Hertogdom Lancaster |
|                                                             | John Hutton                                                 | John Hutton (1955)                                          | 5 mei 2005        | 2 november 2005   | Labour Party       | Tony Blair (1997–2007)    | Blair III                             | Kanselier van het Hertogdom Lancaster |
|                                                             | David Miliband                                              | David Miliband (1965)                                       | 2 november 2005   | 6 mei 2006        | Labour Party       | Tony Blair (1997–2007)    | Blair III                             | Minister van Wijken en Lokale Zaken   |
| Kanselier van het Hertogdom Lancaster                       | David Miliband                                              | David Miliband (1965)                                       | 2 november 2005   | 6 mei 2006        | Labour Party       | Tony Blair (1997–2007)    | Blair III                             |                                       |
|                                                             | Hilary Armstrong                                            | Hilary Armstrong (1945)                                     | 6 mei 2006        | 27 juni 2007      | Labour Party       | Tony Blair (1997–2007)    | Blair III                             | Kanselier van het Hertogdom Lancaster |
|                                                             | Ed Miliband                                                 | Ed Miliband (1969)                                          | 27 juni 2007      | 3 oktober 2008    | Labour Party       | Gordon Brown (2007–2010)  | Brown                                 | Kanselier van het Hertogdom Lancaster |
|                                                             | Liam Byrne                                                  | Liam Byrne (1970)                                           | 3 oktober 2008    | 5 juni 2009       | Labour Party       | Gordon Brown (2007–2010)  | Brown                                 | Kanselier van het Hertogdom Lancaster |
|                                                             | Tessa Jowell                                                | Tessa Jowell (1947–2018)                                    | 5 juni 2009       | 11 mei 2010       | Labour Party       | Gordon Brown (2007–2010)  | Brown                                 | Thesaurier- generaal                  |
| Minister voor Olympische Zaken                              | Tessa Jowell                                                | Tessa Jowell (1947–2018)                                    | 5 juni 2009       | 11 mei 2010       | Labour Party       | Gordon Brown (2007–2010)  | Brown                                 |                                       |
|                                                             | Francis Maude                                               | Francis Maude (1953)                                        | 11 mei 2010       | 9 mei 2015        | Conservative Party | David Cameron (2010–2016) | Cameron I                             | Thesaurier- generaal                  |
|                                                             | Matt Hancock                                                | Matt Hancock (1976)                                         | 9 mei 2015        | 13 juli 2016      | Conservative Party | David Cameron (2010–2016) | Cameron II                            | Thesaurier- generaal                  |
|                                                             | Ben Gummer                                                  | Ben Gummer (1978)                                           | 13 juli 2016      | 11 juni 2017      | Conservative Party | Theresa May (2016–2019)   | May I                                 | Thesaurier- generaal                  |
|                                                             | Damian Green                                                | Damian Green (1956)                                         | 11 juni 2017      | 20 december 2017  | Conservative Party | Theresa May (2016–2019)   | May II                                | First Secretary of State              |
| Vacant                                                      |                                                             |                                                             |                   |                   |                    | Theresa May (2016–2019)   | May II                                |                                       |
|                                                             | David Lidington                                             | dr. David Lidington (1956)                                  | 8 januari 2018    | 24 juli 2019      | Conservative Party | Theresa May (2016–2019)   | May II                                | First Secretary of State              |
| Kanselier van het Hertogdom Lancaster                       | David Lidington                                             | dr. David Lidington (1956)                                  | 8 januari 2018    | 24 juli 2019      | Conservative Party | Theresa May (2016–2019)   | May II                                |                                       |
|                                                             | Oliver Dowden                                               | Oliver Dowden (1978)                                        | 24 juli 2019      | 13 februari 2020  | Conservative Party | Boris Johnson (2019–2022) | Johnson I                             | Thesaurier- generaal                  |
| Johnson II                                                  | Oliver Dowden                                               | Oliver Dowden (1978)                                        | 24 juli 2019      | 13 februari 2020  | Conservative Party | Boris Johnson (2019–2022) |                                       | Thesaurier- generaal                  |
|                                                             | Michael Gove                                                | Michael Gove (1967)                                         | 13 februari 2020  | 15 september 2021 | Conservative Party | Boris Johnson (2019–2022) | Kanselier van het Hertogdom Lancaster |                                       |
|                                                             | Stephen Barclay                                             | Stephen Barclay (1972)                                      | 15 september 2021 | 8 februari 2022   | Conservative Party | Boris Johnson (2019–2022) | Kanselier van het Hertogdom Lancaster |                                       |
|                                                             | Michael Ellis                                               | Michael Ellis (1967)                                        | 8 februari 2022   | 6 september 2022  | Conservative Party | Boris Johnson (2019–2022) | Thesaurier- generaal                  |                                       |
|                                                             | John Redwood                                                | Edward Argar (1977)                                         | 6 september 2022  | 25 oktober 2022   | Conservative Party | Liz Truss (2022)          | Truss                                 | Thesaurier- generaal                  |
|                                                             | John Redwood                                                | Jeremy Quin (1968)                                          | 25 oktober 2022   | heden             | Conservative Party | Rishi Sunak (2022–heden)  | Sunak                                 | Thesaurier- generaal                  |

## Onderministers voor Kabinetszaken van het Verenigd Koninkrijk (2012–2015)
| Onderminister voor Kabinetszaken Minister of State for the Cabinet Office | Onderminister voor Kabinetszaken Minister of State for the Cabinet Office | Onderminister voor Kabinetszaken Minister of State for the Cabinet Office | Ambtstermijn     | Ambtstermijn | Partij            | Premier                   | Kabinet   | Overige functie(s)           |
| ------------------------------------------------------------------------- | ------------------------------------------------------------------------- | ------------------------------------------------------------------------- | ---------------- | ------------ | ----------------- | ------------------------- | --------- | ---------------------------- |
|                                                                           | David Laws                                                                | David Laws (1965)                                                         | 4 september 2012 | 9 mei 2015   | Liberal Democrats | David Cameron (2010-2016) | Cameron I | Onderminister voor Onderwijs |

## Onderministers voor Kabinetszaken van het Verenigd Koninkrijk (1997–heden)
| Onderminister voor Kabinetszaken Minister of State for the Cabinet Office | Onderminister voor Kabinetszaken Minister of State for the Cabinet Office | Ambtstermijn      | Ambtstermijn      | Partij             | Premier       |
| ------------------------------------------------------------------------- | ------------------------------------------------------------------------- | ----------------- | ----------------- | ------------------ | ------------- |
|                                                                           | Derek Foster (1937–2019)                                                  | 2 mei 1997        | 6 mei 1997        | Labour Party       | Tony Blair    |
|                                                                           | Peter Kilfoyle (1946)                                                     | 6 mei 1997        | 28 juli 1999      | Labour Party       | Tony Blair    |
| Ian McCartney                                                             | Ian McCartney (1951)                                                      | 28 juli 1999      | 8 juni 2001       | Labour Party       | Tony Blair    |
|                                                                           | Barbara Roche (1954)                                                      | 8 juni 2001       | 29 mei 2002       | Labour Party       | Tony Blair    |
| Douglas Alexander                                                         | Douglas Alexander (1967)                                                  | 29 mei 2002       | 13 juni 2003      | Labour Party       | Tony Blair    |
| Vacant                                                                    |                                                                           |                   |                   |                    | Tony Blair    |
| Ruth Kelly                                                                | Ruth Kelly (1968)                                                         | 8 september 2004  | 16 december 2004  | Labour Party       | Tony Blair    |
| David Miliband                                                            | David Miliband (1965)                                                     | 16 december 2004  | 6 mei 2005        | Labour Party       | Tony Blair    |
| Vacant                                                                    |                                                                           |                   |                   |                    |               |
| David Laws                                                                | David Laws (1965)                                                         | 4 september 2012  | 9 mei 2015        | Liberal Democrats  | David Cameron |
| Vacant                                                                    |                                                                           |                   |                   |                    |               |
| Chloe Smith                                                               | Chloe Smith (1982)                                                        | 13 februari 2020  | 15 september 2021 | Conservative Party | Boris Johnson |
| Theodore Agnew                                                            | Baron Agnew van Oulton Theodore Agnew (1961)                              | 13 februari 2020  | 15 september 2021 | Conservative Party | Boris Johnson |
| Nicholas True                                                             | Baron True Nicholas True (1961)                                           | 13 februari 2020  | 15 september 2021 | Conservative Party | Boris Johnson |
| Steve Barclay                                                             | Steve Barclay (1972)                                                      | 15 september 2021 | 8 februari 2022   | Conservative Party | Boris Johnson |
| Michael Ellis                                                             | Michael Ellis (1967)                                                      | 8 februari 2022   | 6 september 2022  | Conservative Party | Boris Johnson |
| Edward Argar                                                              | Edward Argar (1977)                                                       | 6 september 2022  | 14 oktober 2022   | Conservative Party | Liz Truss     |
| Chris Philp                                                               | Chris Philp (1976)                                                        | 14 oktober 2022   | 25 oktober 2022   | Conservative Party | Liz Truss     |
| Jeremy Quin                                                               | Jeremy Quin (1968)                                                        | 25 oktober 2022   | Heden             | Conservative Party | Rishi Sunak   |